# Манчицы (Гомельская область)
Манчицы (бел. Манчыцы) — деревня в Ударненском сельсовете Лельчицкого района Гомельской области Беларуси.
На юге и востоке лес.

## География

### Расположение
В 19 км на северо-восток от Лельчиц, 82 км от железнодорожной станции Ельск (на линии Калинковичи — Овруч), 228 км от Гомеля.

### Гидрография
На севере мелиоративные каналы.

## Транспортная сеть
Транспортные связи по просёлочной, затем автомобильной дороге Лельчицы — Мозырь. Планировка состоит из 2 чуть изогнутых улиц близкой к широтной ориентации, соединённых короткой улицей. Застройка двусторонняя, деревянная, усадебного типа.

## История
Согласно письменным источникам известна с XVIII века как селение в Мозырском повете Минского воеводства Великого княжества Литовского. Была во владении иезуитов, затем казны, с 1777 года передана виленскому епископу И. Масальскому. После 2-го раздела Речи Посполитой (1793 год) в составе Российской империи. Согласно переписи 1897 года действовала часовня. В 1908 году в Буйновичской волости Мозырского уезда Минской губернии.
В 1929 году организован колхоз. Во время Великой Отечественной войны в июле 1943 года оккупанты сожгли деревню и убили 1 жителя. Освобождена 23 января 1944 года. Согласно переписи 1959 года в составе колхоза «Лельчицкий» (центр — деревня Краснобережье), располагались начальная школа, библиотека, клуб.

## Население

### Численность
- 2004 год — 65 хозяйств, 156 жителей.

### Динамика
- 1795 год — 12 дворов.
- 1897 год — 23 двора, 156 жителей (согласно переписи).
- 1908 год — 32 двора, 212 жителей.
- 1921 год — 50 дворов, 280 жителей.
- 1940 год — 72 двора.
- 1959 год — 353 жителя (согласно переписи).
- 2004 год — 65 хозяйств, 156 жителей